# Puycalvel
Puycalvel is een gemeente in het Franse departement Tarn (regio Occitanie) en telt 198 inwoners (2005). De plaats maakt deel uit van het arrondissement Castres.

## Geografie
De oppervlakte van Puycalvel bedraagt 12,6 km², de bevolkingsdichtheid is 15,7 inwoners per km².
De onderstaande kaart toont de ligging van Puycalvel met de belangrijkste infrastructuur en aangrenzende gemeenten.

## Demografie
Onderstaande figuur toont het verloop van het inwonertal (bron: INSEE-tellingen).